# Libreria della Dottrina Cristiana - Elledici
Libreria della Dottrina Cristiana, abbreviata LDC ed oggi Elledici, è la casa editrice dei salesiani italiani. Fu fondata nel 1941 su iniziativa di don Pietro Ricaldone (1870-1951), all'epoca Rettor Maggiore della congregazione salesiana. Ha sede a Torino in via Maria Ausiliatrice 32. In passato l'indirizzo postale (non quello geografico) era presso l'ufficio postale del villaggio Leumann a Collegno.